# Тип 96 (ракетный комплекс)
Type 96 Multi-Purpose Missile System (яп. 96式多目的誘導弾システム)  — противотанковая/противокорабельная ракета, используемая сухопутными силами самообороны Японии. Это первая японская ракетная система, в которой используется интерфейс с полностью цифровым управлением.

## История
Разработка системы Type 96 началась в 1986 году Командованием наземных исследований и разработок сухопутных сил самообороны Японии.

## Описание
Ракета Type 96 имеет большую боеголовку, которая может уничтожать танки прямым попаданием сверху, но её также можно использовать в противовертолётной роли. Ракета управляется оператором с инфракрасным монитором в ракете-носителе. Оптическое волокно соединяет инфракрасную камеру летающей ракеты и её систему наведения. Ракету также можно запускать вертикально, а оптоволоконный кабель вытягивается из задней части ракеты во время полёта.
Боевая часть излишне велика для танков, поскольку она также предназначена и для уничтожения десантных кораблей. По оценкам японских офицеров, ни один танк не может выдержать прямого попадания в слабое место его верхней брони из многоцелевого ракетного комплекса Тип 96. Это результат попадания ракеты в танк сверху, который не так сильно бронирован, как лобовая и боковая части танка.
Он предназначен для поражения удалённых целей перед высадкой десанта, таких как боевые бронированные машины или малые десантные корабли. Наводчик осуществляет выбор и обнаружение цели, а автомат сопровождения захватывает изображение цели. Команды слежения передаются на компьютер наземной станции, который отправляет данные команды управления по оптоволоконному кабелю для управления ракетой. Наводчик также может осуществлять ручное сопровождение.

## На вооружении
- Япония: 37 единиц по состоянию на 2012

## Смотрите также
- ALAS
- NLOS
- Polyphem